# Посольство Алжиру в Україні
Посольство Алжирської Народної Демократичної Республіки в Києві — офіційне дипломатичне представництво Алжиру в Україні, відповідає за розвиток та підтримання відносин між Алжиром та Україною, Алжиром та Молдовою.

## Історія посольства

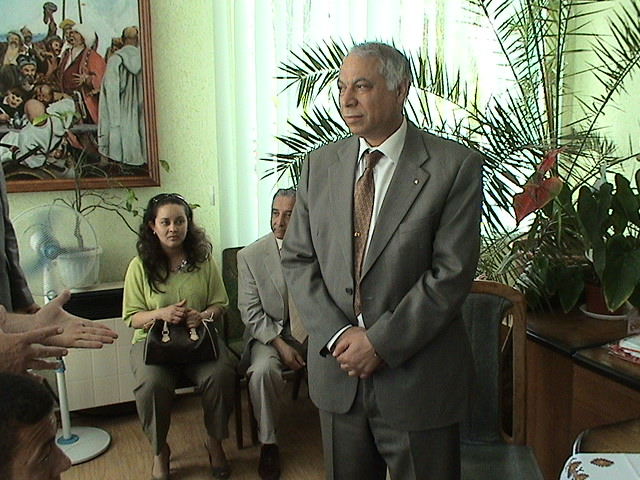
Представники посольства у Турбівській селищній раді: аташе Афаф Лауїсі, перший секретар Арезкі Аумрі, Надзвичайний та Повноважний Посол Мохаммед Башир Маззуз. 2010 р.

Після проголошення незалежності Україною 24 серпня 1991 року Алжир визнав Україну 27 грудня 1991 року. 20 серпня 1992 року між Україною та Алжиром було встановлено дипломатичні відносини.
16 листопада 1992 року вірчі грамоти Президенту України Леоніду Кравчуку вручив перший посол Алжиру в нашій країні Бельрамуль Камерзерман.

## Посли Алжиру в Україні
1. Бельрамуль Камерзерман (1992–1997)[2]
2. Шихі Шериф (1997–2004)
3. Мокаддем Бафдаль (2004–2010)[3]
4. Мохаммед Башир Маззуз (2010-2015)
5. Хосін Буссуара (2015-2020)
6. Джихед Еддін Белькас (Djihed Eddine Belkas) (2021-2022)
7. Ахмед Уаіл (з 2022), т.п.